# MKS Piaseczno
MKS Piaseczno (właśc. Młodzieżowy Klub Sportowy Piaseczno) – polski klub sportowy z siedzibą w Piasecznie.

## Historia
Zarejestrowany 11 marca 1923 jako Towarzystwo Gimnastyczne „Sokół” Gniazdo Piaseczno. Reaktywowany po II wojnie światowej, otrzymał nazwę KKS Ruch Piaseczno. Później, działał również pod nazwami: Ruch-Zelos, Elektronik, KS Polkolor, Dominet Piaseczno, FC Piaseczno. W sezonie 1994/1995 sekcja piłkarska występowała w II lidze (2. poziom rozgrywkowy); zajęła 3. miejsce w grupie II, ale wycofała się po sezonie z powodów finansowych. 
W 2012 pierwsza drużyna piłkarska, występująca w III lidze, została zlikwidowana. W tym samym roku, powołano do życia UMKS Piaseczno, który przejęł tradycję Klubu Sportowego Piaseczno, sięgającą 1923. W sezonie 2015/2016 klub sportowy przyjął nazwę MKS Piaseczno. W sezonie 2021/2022 MKS zajął pierwsze miejsce w IV lidze, gr. mazowieckiej II, ale przegrał baraże o awans do III ligi, gr. I, z Mławianką Mława (2:2 i 1:3).

## Piłkarze
Wychowankami piłkarskiej sekcji MKS są m.in. Michał Żyro, Tomasz Kupisz i Maciej Jankowski.